# 天竺山前胡
天竺山前胡（学名：Peucedanum ampliatum）为伞形科前胡属的植物，是中国的特有植物。分布在中国大陆的陕西等地，生长于海拔1,600米至2,000米的地区，见于山坡草地，目前尚未由人工引种栽培。